# История логики
История логики изучает развитие науки о формах и законах правильного мышления (логика).
Появление логики в качестве разработанного анализа принципов умозаключений имеет отношение исключительно к трём локальным цивилизациям, а именно: Китай, Индия и Древняя Греция. Из них только трактовка логики в древнегреческой философии, детально рассмотренная в сочинении Аристотеля «Органон», принята и нашла широкое применение в современной науке и математике. В Древней Греции логика была известна как диалектика или аналитика.
В дальнейшем логика Аристотеля была развита исламскими и затем средневековыми европейскими логиками, и наибольшего подъёма достигла в середине XIV века. С XIV века до начала XIX века логика находилась в упадке, историки логики считают этот период непродуктивным.
Логика была возрождена в середине XIX века и успешно трансформировалась в строгую и формальную дисциплину, идеальным вариантом которой были точные методы доказательства, используемые в математике. Появление современной математической логики является наиболее значительным событием в истории логики за последние две тысячи лет и, возможно, одним из наиболее важных и примечательных событий в интеллектуальной истории человечества.
Прогресс в истории логики первой половины XX века связан, в частности, с работами Гёделя и Тарского, и оказал значительное влияние на аналитическую философию и философскую логику, в особенности с 1950-х гг., благодаря развитию новых разделов: модальная логика, темпоральная логика, деонтическая логика и релевантная логика.

## Предыстория
Правильные рассуждения можно встретить на протяжении всего периода ранней истории человечества. С другой стороны попутно происходило изучение принципов правильного мышления, вывода и доказательства. Вероятно, идея доказательства утверждений впервые возникла в связи с геометрией, которая буквально означает «измерение земли». В частности, древние египтяне эмпирическим путём получили некоторые геометрические знания, например, формулу для расчёта объёма усечённой пирамиды.
Другое происхождение связывают с Вавилонией. Эсагиль-кин-апли в медицинском Руководстве по диагностике XI века до н. э. приводит множество аксиом и допущений. Вавилонские астрономы VIII и VII веков до н. э. применяли внутреннюю логику внутри их предсказательной планетарной системы — важный вклад в философию науки.

## Древнегреческая философия
В то время, как древние египтяне опытным путём открыли отдельные истины геометрии, величайшим достижением древних греков стала замена эмпирических методов науками, построенными на доказательствах. Систематические изыскания в этом направлении, по всей видимости, начинаются со школы Пифагора в конце VI века до н. э. Три основных принципа геометрии: определённые положения должны быть приняты без доказательств, другие положения выводятся из них и вывод должен быть формальным, независимость того или иного рассматриваемого предмета. Фрагменты ранних доказательств сохранились в трудах Платона и Аристотеля, и идея дедуктивной системы, возможно, была известна в пифагорейской школе и Платоновской Академии.
Отдельно от геометрии идея стандартного метода аргументации усматривается в Reductio ad absurdum (приведение к абсурду) у Зенона Элейского — философа-досократика V века до н. э. Это правило заключается в выводе очевидно ложного, невозможного или абсурдного положения из утверждения того, что положение ложно. Платон в диалоге Парменид изображает Зенона, который написал сочинение, защищающее монизм Парменида и доказывающее абсурдность существования многого. Другие философы, которые также практиковали так называемые диалектические рассуждения, среди них младшие сократики, включая Евклида из Мегары, надо полагать были последователями Парменида и Зенона. Философов этой школы называют «диалектиками» (от греческого слова, означающего «искусство спорить, вести рассуждения»).
Дальнейшие свидетельства о том, как мыслители до Аристотеля применяли принципы логических рассуждений найдены в отрывках сочинения Dissoi Logoi, предположительно написанного в начале IV века и представляющего собой часть продолжительных споров об истине и лжи.

### У Платона
Из дошедших до нас сочинений знаменитого философа Платона (428—347) ни одно не относится к формальной логике, но они содержат важный вклад в развитие философской логики. Платон ставит три вопроса:
- Что собственно можно считать истиной и ложью?
- Какова природа связи между посылками в рассуждениях и заключениями?
- Какова сущность понятий?

Первый вопрос появляется в диалоге Теэтет, где Платон отождествляет мысль или мнение с разговором или рассуждением (logos). Второй вопрос является результатом платоновской теории форм. Формы — это не вещи в обычном смысле или определённые идеи субъективного сознания, они соотносятся с тем, что позже назвали универсалиями, общие абстрактные имена, вместо которых можно подставлять имена конкретные. В диалогах Государство и Софист Платон предполагает необходимую связь между посылкой и следствием в рассуждениях в соответствии с необходимой связью между «формами». Третий вопрос о понятии. Многие диалоги Платона относятся к поиску некоторых важных понятий (справедливость, истина и благо); очевидно, на Платона оказала влияние значимость определений в математике. Форма, согласно Платону, лежит в основе каждого понятия, и общая сущность проявляется в частных вещах. Так понятие отражает высшую степень нашего понимания и основу всех валидных умозаключений. Взгляды Платона оказали сильное влияние на Аристотеля.

### Логика Аристотеля
Логика Аристотеля, в частности его теория силлогизма, имела огромное влияние на западную мысль. Его указывают родоначальником логики как дисциплины. Его труды по логике, называемые Органон, представляют самое раннее исследование формальной логики и началом традиции, преемственность которой прослеживается до современности. Точная датировка затруднительна, но предположительно порядок работ Аристотеля по логике следующий:
- Категории, изучение десяти основных категорий.
- Топика (с приложением О софистических опровержениях), диалектические дискуссии.
- Об истолковании, анализ простых категорических суждений.
- Первая аналитика, формальный анализ валидных форм рассуждений или силлогизмов.
- Вторая аналитика, изучение научных доказательств.

Эти труды имеют выдающееся значение для истории логики. Аристотель был первым логиком, который попытался провести системный анализ логического синтаксиса. В Категориях он классифицирует все возможные виды того, что может быть субъектом и предикатом суждения. Это послужило основой его философского сочинения Метафизика. Он первый последовательно применяет законы противоречия и исключённого третьего. Он первый показывает принципы аргументации, лежащие в основе логических форм умозаключений, с помощью переменных (основоположник формальной логики); исследует отношение зависимости, которое характеризуют необходимые условия вывода и различает валидность этих отношений. В Первой аналитике содержится его изложение силлогистики и впервые в истории применены три важнейших принципа: применение переменных, чисто формальное рассмотрение и использование аксиоматической системы. В сочинениях Топика и О софистических опровержениях также рассматривается неформальная логика (например — исследование логических ошибок).

### В стоицизме
В стоицизме развивается другая значительная школа логики в Древней Греции. Логика стоиков имеет корни в конце V века до н. э. в философии Евклида из Мегары, ученика Сократа и старшего современника Платона. Ученики и последователи Евклида из Мегары были названы «мегариками» или «эристиками», позже «диалектиками». Наиболее значительными диалектиками Мегарской школы были Диодор Крон и Филон из Мегары (конец IV века до н. э.) Стоики переняли мегарскую логику и систематизировали её. Одним из самых известных представителей стоической школы стал Хрисипп (278—206 гг. до н. э.), третий глава школы, который формализовал доктрину стоиков. Он написал приблизительно 700 трудов, практически только девять сохранились. В сравнением с Аристотелем, у мегариков и ранних стоиков теория логики осталась незавершённой, и мы можем руководствоваться позднейшими оценками (иногда враждебными), данными в III веке Секстом Эмпириком.
К трём важным вкладам стоической школы в историю логики относятся: (1) их трактовка модальности, (2) теория материальной импликации и (3) оценка смысла и истины.
- Модальность. Согласно Аристотелю, мегарики из числа его современников утверждали отсутствие различий между потенциальностью и актуальностью. Диодор Крон определяет возможность как то, что или есть или может быть, невозможность как то, что не может быть истиной, контингентность как то, что уже есть или может быть ложным. Диодор также известен благодаря утверждению, что несовместны три пропозиции: «всё, что в прошлом истинно и необходимо», «невозможность не следует из возможного» и «возможное — это то, что или есть или будет». Диодор допускает первые две пропозиции и, как следствие, доказывает невозможность третьей. Хрисипп, напротив, отрицает второе высказывание и говорит, что невозможное может следовать из возможного.
- Материальная импликация. Первыми логиками, которые спорили об условных утверждениях были Диодор Крон и его ученик Филон из Мегары. Секст Эмпирик трижды ссылается на дискуссию между Диодором и Филоном. Филон утверждал, что истинная импликация не может начинаться с истины и заканчиваться ложью. Диодор утверждал, что истинная импликация может не начинаться с истины и заканчиваться ложью. Секст Эмпирик говорит, что согласно Филону существует три случая, в которых импликация может быть истинной и один, в котором она будет ложной.
- Смысл и истина. Наиболее важное и примечательное различие между логикой мегариков-стоиков и логикой Аристотеля в их отношении к пропозициям, не как к термам, но в приближении к современной логике высказываний. Стоики различали высказывания, которые могут быть бессмысленными и осмысленные рассуждения. Оригинальная составляющая их теории выражена в утверждении, что существует разница (лектон) между сказанным на определённом языке и значением. Секст Эмпирик сообщает о том, что, согласно стоикам, три вещи связаны друг с другом: что означало, что означает и сам объект. Например, что означает слово Дион, что оно означало в понимании древних греков, но не для варваров, и что оно означает само по себе.

## В древних Индии и Китае

### Древняя Индия
Формальная логика возникла независимо и продолжала развиваться до Нового времени без влияния древнегреческой логики. Медхатитхи Гаутама (VI в. до н. э.) основал школу логики анвикшики. Махабхарата (12.173.45), около V в. до н. э., ссылается на школы логики анвикшики и тарка. Панини (V в. до н. э.) развил вид логики (который имеет некоторое сходство с булевой логикой для его разработки грамматики санскрита. Логика, описанная Чанакья (350—283 гг. до н. э.) в его Артха-шастра, независима от анвикшики.
Две из шести ортодоксально-индуистских (ведийских) школ индийской философии — ньяя и вайшешика — занимались методологией познания, из этого проблемного поля и выделилась логика.
Само название школы «ньяя» значит «логика». Главным её достижением и была разработка логики и методологии, ставших впоследствии общим достоянием (ср. аристотелевская логика в Европе). Основным текстом школы были Ньяя-сутры Акшапады Гаутамы (II век н. э.). Поскольку ньяики считали единственным путём освобождения от страданий достижение надёжного знания, они разрабатывали тонкие методы отличения надёжных источников знания от ложных мнений. Есть только четыре источника знания (четыре праманы): восприятие, умозаключение, сравнение и свидетельство. Строгая пятичленная схема умозаключения включала в себя: начальную посылку, основание, пример, приложение и вывод.
Буддийская философия (не входившая в число шести ортодоксальных школ) была главным оппонентом ньяиков в логике. Нагарджуна, основатель мадхьямики («срединного пути»), развил рассуждение, известное как «катускоти», или тетралемма. Этот четырёхсторонний аргумент систематически проверял и отклонял утверждение высказывания, его отрицание, соединение утверждения и отрицания и, наконец, отклонение и его утверждения, и его отрицания.
у Дигнаги и его последователя Дхармакирти буддийская логика достигла вершины. Центральным пунктом их анализа было установление (определение) необходимой логической присущности (включённости в определение), «вьяпти», также известное как «неизменное следование» или «убеждение». Для этой цели они развили учение об «апоха» или различении, о правилах включения признаков в определение или исключения их из него.
Школа навья-ньяя («новая ньяя», «новая логика») была основана в XIII веке Гангешей Упадхьяей из Митхилы, автора трактата «Таттвачинтамани» («Исполняющий желания драгоценный камень категорий»), который опирался на работы своих предшественников.

### Древний Китай
В Китае Мо-цзы, современник Конфуция, основал философскую школу моизма, предписания которой освещали правила вывода и условия правильных умозаключений. В частности, одна из школ на базе моизма -Мин цзя — рассматривается некоторыми учёными как раннее исследование формальной логики. К несчастью, легизм эпохи Чжаньго послужил причиной исчезновения этих исследований в Китае до знакомства с индийской логикой, которую представили буддисты.

## Средневековье

### Исламская философия
По мере приближения к Средним векам логика получала более широкое распространение. Её начали разрабатывать арабоязычные исследователи, например, Аль-Фараби (ок. 870—950 гг.).

### Европа
Средневековая логика называется схоластической, а её расцвет в XIV веке связывают с именами учёных Уильяма Оккама, Альберта Саксонского и Уолтера Берли.

## Эпоха Возрождения и Новое время
Этот исторический период в логике отмечается появлением множества крайне значимых для науки публикаций.
Френсис Бэкон в 1620 году опубликовывает свой «Новый органон», содержащий основы индуктивных методов, усовершенствованных позднее Джоном Стюартом Миллем и получивших название методов установления причинных связей между явлениями Бэкона-Милля. Суть Индукции (Обобщения) в том, что знания нужно возводить
в принципы. Также необходимо искать причину своих ошибок.
В 1662 году в Париже издан учебник «Логика Пор-Рояля», авторами которого являются П. Николь и А. Арно, создавшие логическое учение на основе методологических принципов Рене Декарта.
Разработанная в трудах Гегеля концепция диалектической логики была развита классиками марксистско-ленинской философии.

## Современность
В конце XIX — начале XX веков были заложены основы т. н. математической, или символической, логики. Её суть заключается в том, что для обнаружения истинностного значения выражений естественного языка можно применять математические методы. Именно использование символической логики отличает современную логическую науку от традиционной.
Огромный вклад в развитие символической логики внесли такие учёные, как Дж. Буль, О. де Морган, Г. Фреге, Ч. Пирс и др. В XX веке математическая логика оформилась в качестве самостоятельной дисциплины в рамках логической науки.
Начало XX века ознаменовалось становлением идей неклассической логики, многие важные положения которой были предвосхищены и/или заложены Н. А. Васильевым и И. Е. Орловым.
В середине XX века развитие вычислительной техники привело к появлению логических элементов, логических блоков и устройств вычислительной техники, что было связано с дополнительной разработкой таких областей логики, как проблемы логического синтеза, логическое проектирование и логического моделирования логических устройств и средств вычислительной техники.
В 80-х годах XX века начались исследования в области искусственного интеллекта на базе языков и систем логического программирования. Началось и создание экспертных систем с использованием и развитием автоматического доказательства теорем, а также методов доказательного программирования для верификации алгоритмов и программ для ЭВМ.
В 80-е годы начались также изменения в образовании. Появление персональных компьютеров в средних школах привело к созданию учебников информатики с изучением элементов математической логики для объяснения логических принципов работы логических схем и устройств вычислительной техники, а также принципов логического программирования для компьютеров пятого поколения и разработка учебников информатики с изучением языка исчисления предикатов для проектирования баз знаний.